# Wilton (Iowa)
Wilton és una població dels Estats Units a l'estat d'Iowa. Segons el cens del 2000 tenia 2.829 habitants.

## Demografia
Segons el cens del 2000, Wilton tenia 2.842 habitants, 1.105 habitatges, i 784 famílies. La densitat de població era de 584,1 habitants/km².
Dels 1.105 habitatges en un 36,1% hi vivien nens de menys de 18 anys, en un 58,2% hi vivien parelles casades, en un 8,3% dones solteres, i en un 29% no eren unitats familiars. En el 25,3% dels habitatges hi vivien persones soles el 8,7% de les quals corresponia a persones de 65 anys o més que vivien soles. El nombre mitjà de persones vivint en cada habitatge era de 2,54 i el nombre mitjà de persones que vivien en cada família era de 3,05.
Per edats la població es repartia de la següent manera: un 27,7% tenia menys de 18 anys, un 8,5% entre 18 i 24, un 30,5% entre 25 i 44, un 20% de 45 a 60 i un 13,2% 65 anys o més.
L'edat mediana era de 35 anys. Per cada 100 dones de 18 o més anys hi havia 93,7 homes.
La renda mediana per habitatge era de 44.278 $ i la renda mediana per família de 49.615 $. Els homes tenien una renda mediana de 37.146 $ mentre que les dones 23.350 $. La renda per capita de la població era de 18.445 $. Entorn del 5,5% de les famílies i el 6,5% de la població estaven per davall del llindar de pobresa.

## Poblacions properes
El següent diagrama mostra les poblacions més properes.